# Lasithi

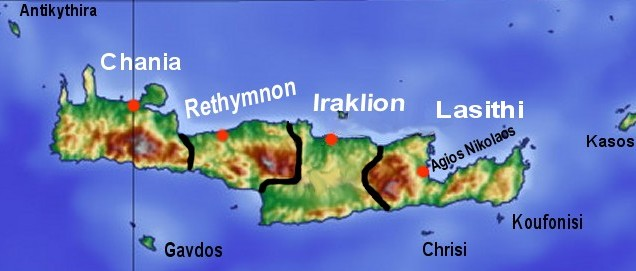
Die Regionalbezirke von Kreta

Der Regionalbezirk Lasithi (griechisch Περιφερειακή Ενότητα Λασιθίου Periferiakí Enótita Lasithíou) ist der östlichste der vier Regionalbezirke der griechischen Region Kreta um den Hauptort Agios Nikolaos.
Die Gesamteinwohnerzahl betrug 2021 77.819. Die größten Städte sind Agios Nikolaos mit rund 12.600 Einwohnern, Ierapetra mit etwa 16.100 Einwohnern und Sitia mit gut 9.900 Einwohnern. Die Stadt Sitia gab der Präfektur während der venezianischen Zeit ihren Namen, der heutige Name stammt von dem Hochplateau in den Dikti-Bergen.
Hauptwirtschaftszweige sind Landwirtschaft mit Treibhauskulturen um Ierapetra und extensivem Olivenanbau (bei Sitia und Kavousi) sowie der Tourismus. Die Präfektur ist die am geringsten touristisch erschlossene Kretas.
Die Lasithi-Hochebene zählt zu den landschaftlich reizvollsten Regionen der Insel. Laut griechischer Mythologie erblickte der Göttervater Zeus in der Dikti-Grotte am südwestlichen Rand der Hochebene das Licht der Welt.

## Verwaltungsstruktur
Die Region Kreta bildet eine der 13 Regionen (Ez. periféria περιφέρεια) Griechenlands und gliedert sich in vier Regionalbezirke, die den Gebieten der ehemaligen Präfekturen bis 2010 entsprechen. Proportional zu deren Einwohnerzahl entsenden sie eine bestimmte Anzahl Abgeordneter in den 45-köpfigen Regionalrat.
Lasithi wurde nach dem Anschluss Kretas an Griechenland 1915 als Präfektur eingerichtet. Bis zur Kommunalreform in Griechenland 1997 („Kapodistrias“) bestand sie aus den Provinzen Ierapetra, Lasithi, Mirabello und Sitia. Diese wurden 1997 abgelöst durch die Stadtgemeinden (griechisch δήμοι Dimi) Agios Nikolaos, Ierapetra, Sitia, Lefki, Makrys Gialos, Neapoli, Itanos und Oropedio Lasithiou („Lasithi-Plateau“) und, seit 2006, die Landgemeinde (griechisch κοινότητα Kinotita) Vrachasi.
Mit der griechischen Verwaltungsreform 2010 (Kallikratis-Programm) wurde die Präfektur abgeschafft, ihre Kompetenzen fielen an die Region Kreta und die neu gebildeten vier Gemeinden, deren Gebiete denen der vormaligen Provinzen entsprechen. Der Regionalbezirk Lasithi entsendet sechs Abgeordnete in den kretischen Regionalrat, hat darüber hinaus jedoch keine politische Bedeutung.
Der Regionalbezirk Lasithi umfasst vier Gemeinden.
| Name                   | griechischer Name                                    | Code | Fläche (km²) | Einwohner 2011 | Einwohner 2021 | Lage |  |
| ---------------------- | ---------------------------------------------------- | ---- | ------------ | -------------- | -------------- | ---- |  |
| Agios Nikolaos         | Δήμος Αγίου Νικολάου (Dímos Agíou Nikoláou)          | 7201 | 511,990      | 27.074         | 27.785         |      |  |
| Ierapetra              | Δήμος Ιεράπετρας (Dímos Ierápetras)                  | 7202 | 470,150      | 26.200         | 27.338         |      |  |
| Lasithi-Hochebene      | Δήμος Οροπεδίου Λασιθίου (Dímos Oropedíou Lasithíou) | 7203 | 129,976      | 2.387          | 2.258          |      |  |
| Sitia                  | Δήμος Σητείας (Dímos Sitías)                         | 7204 | 710,944      | 19.720         | 20.438         |      |  |
| Regionalbezirk Lasithi | Regionalbezirk Lasithi                               | 72   | 1494,050     | 85.609         | 77.819         |      |  |

## Sehenswürdigkeiten

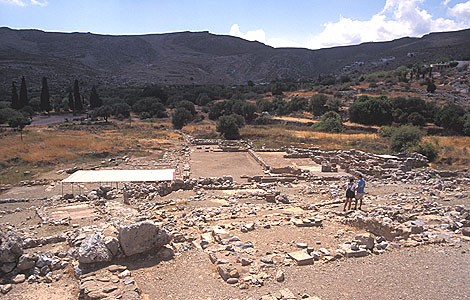
Minoischer Palast Kato Zakros

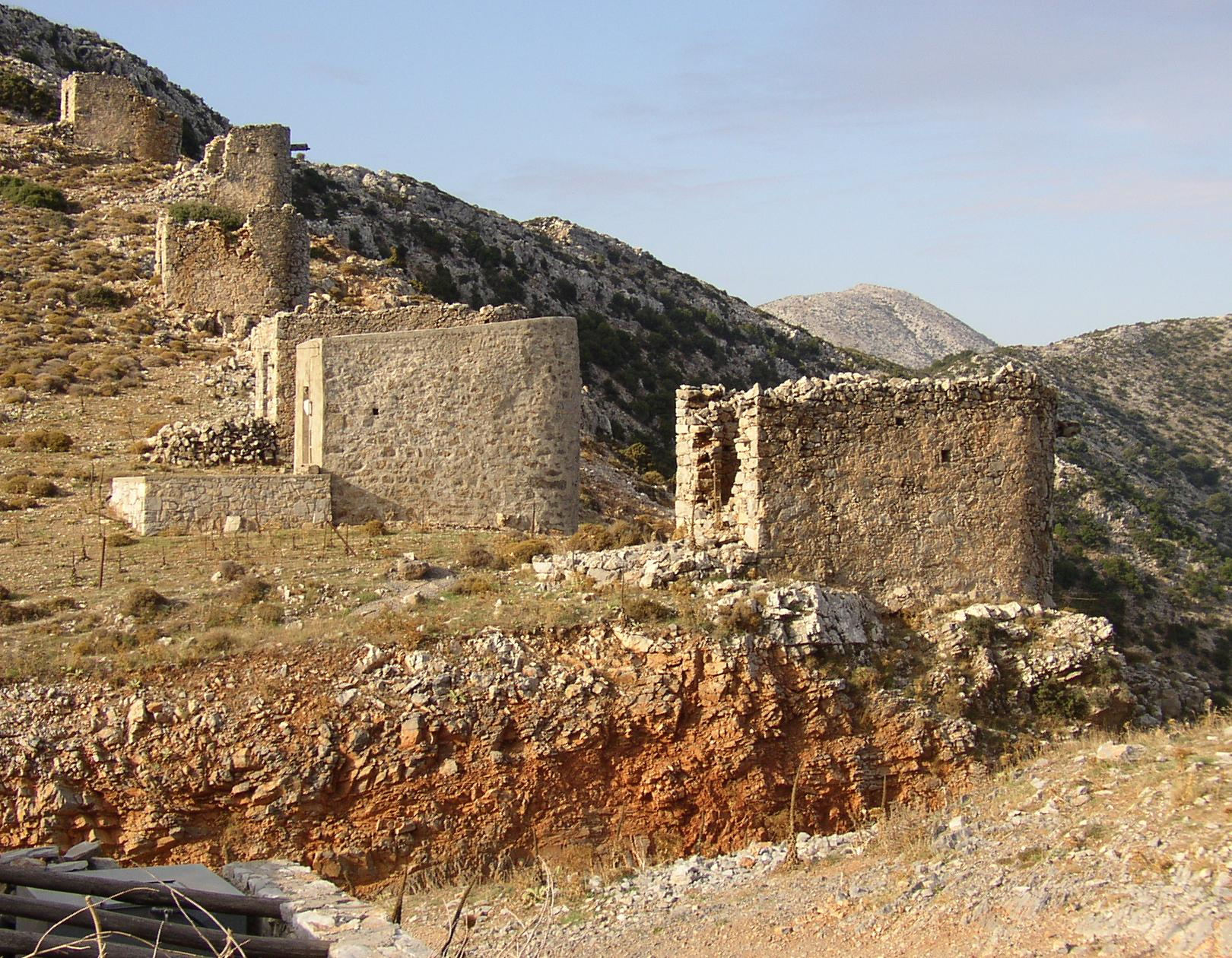
Ehemalige venezianische Windmühlen am Rande der Lasithi-Hochebene

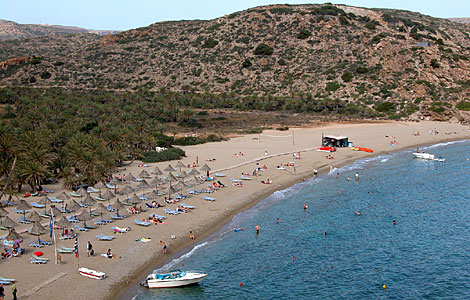
Palmenstrand von Vai (Ostkreta)

### Archäologische Stätten
- Gournia (spätminoische Stadt)
- Itanos (minoische/dorische Hafenstadt)
- Kato Zakros (minoischer Palast)
- Kloster Toplou
- Mochlos (minoische Siedlung)
- Palekastro (minoische Stadt)
- Vassiliki (minoisches Dorf)

### Museen
- Archäologisches Museum Agios Nikolaos
- Archäologisches Museum Sitia

### Naturschauplätze
- Lasithi-Hochebene
- Palmenstrand von Vai

### Touristische Zentren
- Elounda (Nordküste)
- Ierapetra (Südküste)

### Sonstige Sehenswürdigkeiten
- Spinalonga